# Slag om Boedapest
De Slag om Boedapest was een slag aan het einde van Tweede Wereldoorlog in Europa gedurende het Boedapest-offensief. De slag begon op 29 december 1944 toen Boedapest werd ingesloten door de Sovjet-troepen. De stad werd verdedigd door het Hongaarse leger en het Duitse leger. De slag eindigde toen de stad helemaal was omsingeld door Sovjet - troepen op 13 februari 1945. De slag was een van de bloedigste slagen in de Tweede Wereldoorlog. 

## De slag
op 29 oktober 1944 startte het rode leger het offensief tegen Boedapest. Meer dan 1.000.000 man splitste zich in twee groepen om rechtstreeks naar de stad te gaan. Het plan was Boedapest volledig te omsingelen en af te sluiten van de overige Duitse en Hongaarse troepen. Op 7 november 1944 trokken Sovjet-troepen het oostelijke deel van Boedapest binnen, 20 km van de oude stad. Op 19 december was er een groot offensief: de Sovjets en het kleine Roemeense leger vielen de stad van alle kanten binnen. Ook werd de stad van alle kanten onder vuur genomen. Na de slag was een groot gedeelte van de stad verwoest. Vrouwen werden massaal verkracht.